# Bernard Menez

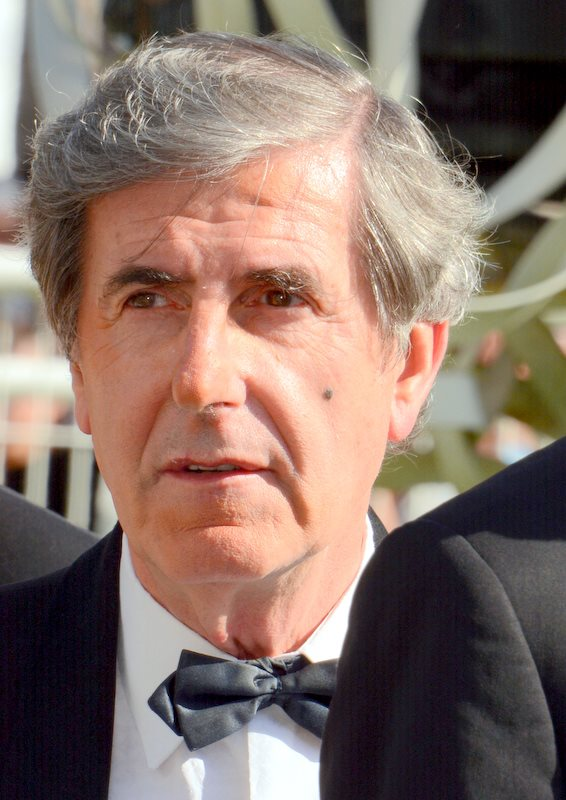
Bernard Ménez (2015)

Bernard Menez (* 8. August 1944 in Mailly-le-Château, Burgund) ist ein französischer Schauspieler, Sänger und Theaterregisseur. Er spielte in über 80 internationalen Film- und Fernsehproduktionen, darunter in den Kinofilmen Die amerikanische Nacht, Die Herren Dracula, Louis, der Geizkragen oder Didi auf vollen Touren.

## Leben und Karriere
Bernard Menez, geboren 1944, ist der Sohn eines Beamten der PTT und einer Hausfrau. Er verbrachte seine Kindheit in La Garenne-Colombes, Hauts-de-Seine. Er wurde Lehrer für Mathematik, Physik und Chemie in der Sekundarstufe, entschloss sich aber bald schon zu einem Berufswechsel.
1964 wurde er Absolvent der École normale supérieure de Cachan. 1967 begann er seine Schauspielkarriere an berühmten französischen Theatern und machte bald darauf zu Beginn der 1970er Jahre auch in Film und Fernsehen Karriere.
Zuerst spielte er Ende der 1960er Jahre in der französischen Fernsehserie von Jean Dewever Les oiseaux rares (dt. Die seltenen Vögel), einige Jahre später aber auch im Kino, unter anderem in Marco Ferreris Skandalfilm Das große Fressen, in François Truffauts Klassiker Die amerikanische Nacht, in Édouard Molinaros Vampir-Parodie Die Herren Dracula neben Christopher Lee, in Jean Giraults Filmsatire Louis, der Geizkragen an der Seite von Louis de Funès, in Didi auf vollen Touren als Partner von Dieter Hallervorden, in Jean-Pierre Mockys Ein turbulentes Wochenende oder in Frédéric Beigbeders Das verflixte 3. Jahr.

## Filmografie
- 1969: Les oiseaux rares (Fernsehserie, 1 Folge)
- 1973: Pleure pas la bouche pleine, Regie: Pascal Thomas
- 1973: Das große Fressen (La grande bouffe)
- 1973: Die amerikanische Nacht (La Nuit américaine)
- 1973: Du côté d'Orouet, Regie: Jacques Rozier
- 1974: Hilfe, mein Degen klemmt (Les quatre Charlots Mousquetaires), Regie: André Hunebelle
- 1974: Le Chaud lapin, Regie: Pascal Thomas
- 1974: Comme un pot de fraises, Regie: Jean Aurel
- 1974: Tendre Dracula, Regie: Pierre Grunstein
- 1975: Trop c’est trop
- 1975: Gib Gas, Dicker! (Pas de problème), Regie: Georges Lautner
- 1975: Operation Lady Marlene, Regie: Robert Lamoureux
- 1975: Oublie-moi, Mandoline, Regie: Michel Wyn
- 1976: Die Tugend unserer Väter (L'Éducation amoureuse de Valentin)
- 1976: Nono Nénesse, Regie: Pascal Thomas
- 1976: Die Herren Dracula (Dracula père et fils)
- 1977: Un oursin dans la poche, Regie: Pascal Thomas
- 1977: Ca fait Tilt, Regie: André Hunebelle
- 1978: Tendrement vache, Regie: Serge Pénard
- 1978: Confidences pour confidences, Regie: Pascal Thomas
- 1978: La Frisée aux lardons, Regie: Alain Jaspard
- 1980: Laßt uns doch das Sofa teilen (Duos sur canapé), Regie: Marc Camoletti
- 1980: Louis, der Geizkragen (L'Avare)
- 1980: Celles qu'on n'a pas eues, Regie: Pascal Thomas
- 1981: Le Chêne d'Allouville, Regie: Serge Pénard
- 1982: Ca va faire mal!, Regie: Jean-François Davy
- 1982: Les p'tites têtes, Regie: Bernard Menez
- 1986: Didi auf vollen Touren
- 1986: Maine Océan Express (Maine Océan), Regie: Jacques Rozier
- 1988: Ein turbulentes Wochenende (Les Saisons du plaisir), Regie: Jean-Pierre Mocky
- 1990: Voir l'éléphant, Regie: Jean Marbœuf
- 1999: Les Autres Filles, Regie: Caroline Vignal
- 2000: La Bête de miséricorde, Regie: Jean-Pierre Mocky
- 2002: Laisse tes mains sur mes hanches, Regie: Chantal Lauby
- 2003: Gleichstellung (La Chose publique), Regie: Mathieu Amalric
- 2003: France Boutique, Regie: Tonie Marshall
- 2003: Les clefs de bagnole
- 2005: Hilfe, bei mir wird renoviert (Travaux, on sait quand ça commence…), Regie: Brigitte Roüan
- 2005–2007: St. Tropez (Fernsehserie, 9 Folgen)
- 2010: Ensemble nous allons vivre une très, très grande histoire d'amour, Regie: Pascal Thomas
- 2011: Das verflixte 3. Jahr (L'amour dure trois ans), Regie: Frédéric Beigbeder
- 2012: Crimes en sourdine, Regie: Joël Chalude
- 2013: Tonnerre, Regie: Guillaume Brac
- 2014: Libre et assoupi, Regie: Benjamin Guedj
- 2016: Le cabanon rose, Regie: Jean-Pierre Mocky
- 2016: Sélection officielle, Regie: Jacques Richard
- 2017: Loue-moi!, Regie: Coline Assous, Virginie Schwartz
- 2019: Demain nous appartient (Fernsehserie, 15 Folgen)
- 2021: Mon père s'appelle Bernard Menez, Regie: Xavier Bernard

## Diskografie
- 1977: J'aime pas les filles qui fument
- 1977: Le tour du monde en 80 filles
- 1984: Jolie poupée
- 1984: L'orange bleue
- 1985: Qu'est ce qu'il a en haut ?
- 1985: Mon p'tit neveu
- 1985: Le petit âne
- 1985: Qu'est-ce que ça mange !
- 1986: Ton petit grain de beauté
- 1986: Tout, tout, tout, ils m'ont tout pris
- 1987: Mademoiselle vidéo
- 1987: C'est du bonheur
- 1988: Faut pas s'facher
- 1988: Chouette la vie
- 1990: Lève toi et danse
- 1991: Allumettes, allumettes
- 1991: J'ai une idée
- 1992: Sacré soleil
- 1993: Les capotes
- 1993: Les petites filles d'Andalousie
- 1994: La sucette
- 2000: Je me prends pour Al Pacino

## Theater
- 1967: Petit Malcolm contre les Enuques / David Halliwel / Théâtre des Arts
- 1968: George Dandin / Molière Théâtre de Romainville
- 1969: Les Faiseurs d’images / Pascal Paris / Théâtre de l’Alambic
- 1970: Le Marchand de Venise / William Shakespeare / Centre Dramatique du Nord
- 1971: Tartuffe / Molière / Théâtre Daniel Sorano
- 1975: Le Roi des cons / Georges Wolinski / Claude Confortès, Théâtre de la Gaîté-Montparnasse
- 1976: Happy Birthday / Marc Camoletti / Théâtre Michel, Paris
- 1976: Le Roi des cons / Georges Wolinski / Claude Confortès, Herbert-Karsenty
- 1977: Le Roi des cons / Georges Wolinski / Claude Confortès
- 1979: Duos sur canapé / Marc Camoletti / Théâtre Michel
- 1980: On dînera au lit / Marc Camoletti / Théâtre Michel
- 1985: Pyjama pour six / Marc Camoletti / Théâtre Michel
- 1988: Les Bonshommes / Françoise Dorin
- 1989: Pyjama pour six / Marc Camoletti
- 1989: Un chapeau de paille d'Italie / Eugène Labiche, Marc-Michel / Jean-Paul Lucet, Théâtre des Célestins
- 1990: Bisous, bisous / Derek Benfield / Marc Camoletti, Théâtre Michel
- 1991: On purge bébé / Georges Feydeau / Jean-Christophe Averty
- 1992: Sans mentir / Éric Assous / Éric Assous, Bernard Menez Théâtre des Bouffes-Parisiens
- 1992: Une fille entre nous / Éric Assous, Théâtre d'Edgar
- 1993: La Dame en noir / Susan Hill / Anne Revel-Bertrand, Théâtre 14
- 1993: La Puce à l'oreille / Georges Feydeau
- 1993: Une fille entre nous / Éric Assous / Bernard Menez
- 1994: Une fille entre nous / Éric Assous / Bernard Menez Théâtre Fontaine
- 1994: La vie est courbe / Jacques Rebotier, Théâtre de l’Athénée
- 1995: Le Contrat / Francis Veber
- 1995: Oscar / Claude Magnier, Théâtre de la Tête d’Or
- 1996: Le Portefeuille / Pierre Sauvil, Eric Assous / Jean-Luc Moreau, Théâtre Saint-Georges
- 1998: Les Casseroles / Jean Galabru / Michel Galabru, tournée
- 1998: Amphitryon / Molière, Festival de Meudon
- 1998: Couple en turbulences / Éric Assous, Comédie de Paris
- 1999: Monsieur Masure / Claude Magnier
- 1999: Bientôt les fêtes / Bruno Druart / Xavier Letourneur, tournée
- 2001: Monsieur Masure / Claude Magnier / Michel Jeffrault, Le Trianon
- 2002: Patate / Marcel Achard / Maurice Risch, Théâtre des Nouveautés
- 2004: Patate / Marcel Achard / Bernard Menez Théâtre Daunou
- 2005: La Répétition des erreurs / William Shakespeare, Pascal Quignard / Marc Feld, Théâtre national de Chaillot
- 2005: La Taupe / Robert Lamoureux
- 2006: J’espérons que je m’en sortira / Marcello d’Orta, Gérard Volat / Gérard Volat, Sudden Théâtre, Théâtre Le Méry
- 2008: Anthologie de l'humour noir / André Breton / Marc Goldberg, Vingtième Théâtre
- 2008: Pauvre France! / Sam Bobrick, Ron Clark / Bernard Menez, Fabrice Lotou
- 2009: Une visite inopportune / Copi / Mario Dragunsky, Scène nationale de Bayonne Par la compagnie 4Cats
- 2010: Le Gros, la vache et le mainate / Pierre Guillois / Théâtre du Peuple, La Filature
- 2011: Pauvre France! / Sam Bobrick, Ron Clark / Bernard Menez, Fabrice Lotou, L'Alhambra
- 2011: Désigné coupable/ John Wainwright / Frédéric Bouchet, tournée
- 2012: Le Gros, la vache et le mainate / Pierre Guillois / Théâtre de la Croix-Rousse, Théâtre du Rond-Point, Théâtre Comedia
- 2012: Turcaret / Alain-René Lesage / Erik Kruger